# Starbach
Starbach ist ein Ortsteil der Stadt Nossen im sächsischen Landkreis Meißen. Er wurde am 1. März 1974 nach Rüsseina eingemeindet. Die Gemeinde Rüsseina mit ihren Ortsteilen schloss sich am 1. Januar 1994 mit den damaligen Gemeinden Ziegenhain und Raußlitz zur Gemeinde Ketzerbachtal zusammen, die am 1. Januar 2014 in die Stadt Nossen eingemeindet wurde.

## Geographie

### Geographische Lage und Verkehr
Starbach befindet sich im südwestlichen Teil der ehemals selbstständigen Gemeinde Ketzerbachtal, welche heute wiederum den zentralen Teil der Stadt Nossen ausmacht. Durch den Ort fließt der namensgebende Starbach, welcher nordöstlich des Dorfs in den Ketzerbach mündet. Dessen Tal gehört bezüglich des Naturraums zur Lommatzscher Pflege.
Starbach besaß einen Haltepunkt an der Bahnstrecke Riesa–Nossen, auf der am 24. Mai 1998 der Personenverkehr eingestellt wurde.

### Nachbarorte
| Choren    | Rüsseina, Klessig                           | Noßlitz, Kreißa |
| Gleisberg | Kompassrose, die auf Nachbargemeinden zeigt | Saultitz        |
|           | Bodenbach, Neubodenbach                     | Wolkau          |

## Geschichte

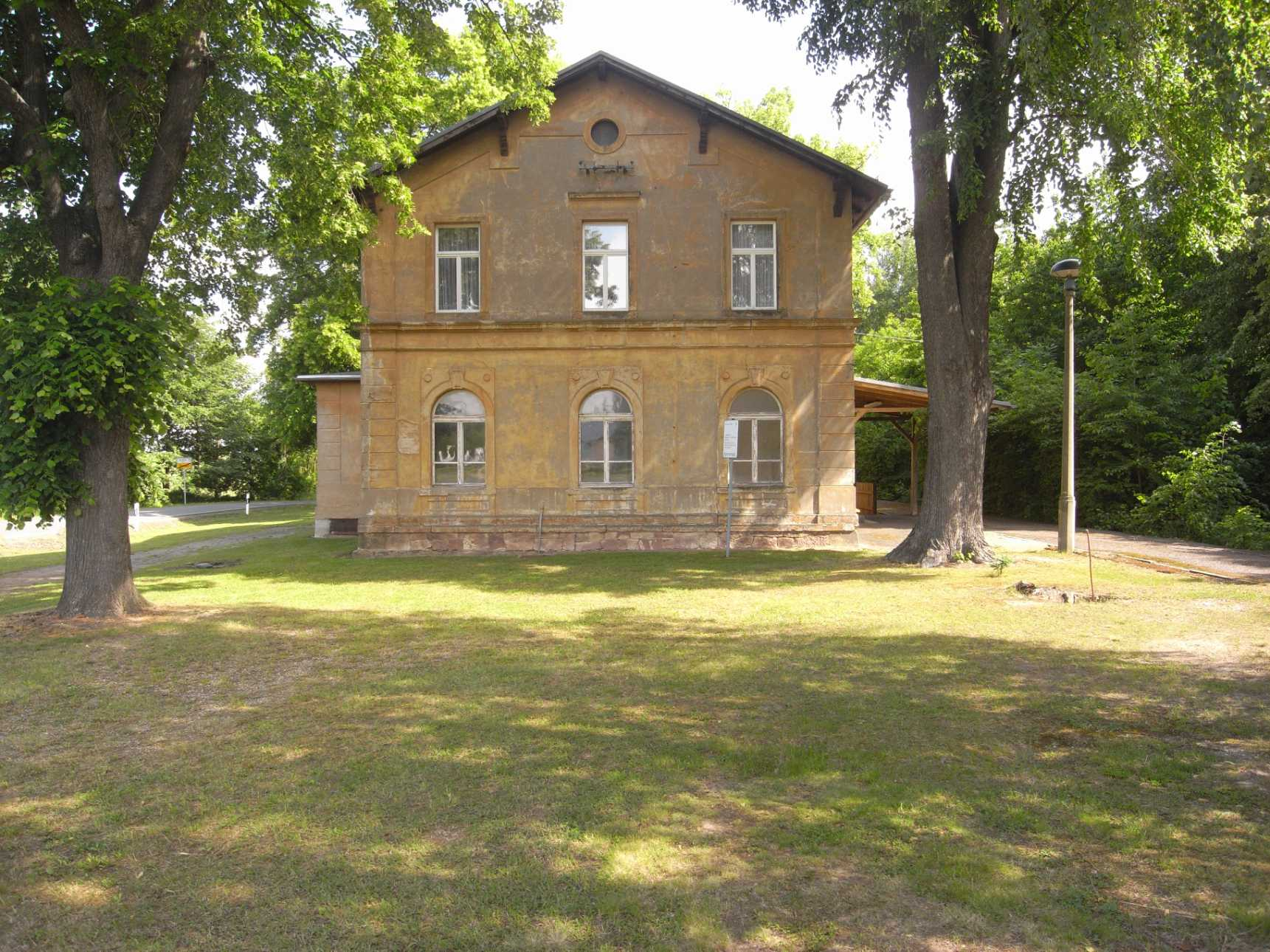
Haltepunkt Starbach, Empfangsgebäude

Starbach wurde im Jahr 1328 als Stoͤrpig urkundlich erwähnt. Bezüglich der Grundherrschaft war Starbach geteilt. Um 1551 unterstand der Ort anteilig dem Rittergut Choren und dem Rittergut Kobelsdorf. Statt des Ritterguts Kobelsdorf wird ab 1696 die Zugehörigkeit eines Anteils von Starbach zum Rittergut Barnitz erwähnt. Kirchlich ist Starbach seit jeher nach Rüsseina gepfarrt.
Starbach gehörte bis 1856 zum kursächsischen bzw. königlich-sächsischen Kreisamt Meißen. 1856 wurde der Ort dem Gerichtsamt Nossen und 1875 der Amtshauptmannschaft Meißen angegliedert. Mit Eröffnung des Abschnitts Lommatzsch–Nossen der Bahnstrecke Riesa–Nossen erhielt Starbach am 15. Oktober 1880 eine Haltestelle an dieser Bahnstrecke.
Infolge der zweiten Kreisreform in der DDR im Jahr 1952 kam Starbach zum Kreis Meißen im Bezirk Dresden, der ab 1990 als sächsischer Landkreis Meißen fortgeführt wurde und 2008 im Zuge der zweiten sächsischen Kreisgebietsreform zum territorial vergrößerten, neuen Landkreis Meißen kam. Starbach wurde am 1. März 1974 nach Rüsseina eingemeindet. Zum 1. Januar 1994 wurde aus den damaligen Gemeinden Raußlitz, Rüsseina und Ziegenhain mit ihren jeweiligen Ortsteilen die Gemeinde Ketzerbachtal neugebildet, welche am 1. Januar 2014 vollständig in die Stadt Nossen eingemeindet wurde.
Für den Haltepunkt Starbach endete mit der Einstellung des Reisezugverkehrs auf der Bahnstrecke Riesa–Nossen zum Fahrplanwechsel am 24. Mai 1998 die Geschichte als Station des öffentlichen Personennahverkehrs. Am 16. Januar 2014 wurde nach langen Verhandlungen ein Pachtvertrag für die etwa 30 km lange Strecke von Riesa bis zum Tanklager Rhäsa zwischen der DB Netz AG und der 2008 gegründeten Nossen-Riesaer Eisenbahn-Compagnie (NRE) GmbH abgeschlossen, welche die Strecke für den Güterverkehr reaktivieren will. Am 30. Juni 2014 wurde als erster Abschnitt der Streckenteil bis zum ehemaligen Bahnhof Starbach als Anschlussbahn abgenommen. Bis 2018 setzte die NRE auch den Abschnitt Ziegenhain–Starbach instand. Am 10. Januar 2018 erhielt die NRE von der Landeseisenbahnaufsicht Sachsen die Genehmigung zum Betrieb des Abschnitts Ziegenhain–Starbach als Anschlussbahn. Aus diesem Anlass fuhren am 23. Juni 2018 erstmals seit 20 Jahren wieder Züge im Personenverkehr.